# NGC 3962
NGC 3962 is een elliptisch sterrenstelsel in het sterrenbeeld Beker. Het hemelobject werd op 8 februari 1785 ontdekt door de Duits-Britse astronoom William Herschel.

## Synoniemen
- MCG -2-30-40
- UGCA 253
- PGC 37366